# Jen Oda
Jennifer „Jen“ Oda (* 21. April 1983 in Montreal, Québec; † 25. Februar 2015 in Beverly Hills, Los Angeles County, Vereinigte Staaten) war eine kanadische Schauspielerin, Sängerin und ein Model. Zu Beginn ihrer Schauspiellaufbahn wurde sie in den Filmcredits als Genevieve Odabe geführt.

## Leben
Oda wurde am 21. April 1983 in Montreal als Tochter japanisch-brasilianischer Eltern geboren. Sie sprach fließend Portugiesisch. Sie war eine Nachfahrerin des Shōgun Oda Nobunaga. Sie erlangte ihren Bachelor of Arts in Theaterschauspiel an der Fordham University. Auch um eine langfristige Aufenthaltsgenehmigung in den Vereinigten Staaten zu erwirken, heiratete sie den US-amerikanischen Fitnesstrainer und Schauspieler Vincent Maggio (1975–2015). Dieser war der private Fitnesstrainer von unter anderen Calvin Klein, Rose McGowan und Mariska Hargitay und trainierte gelegentlich mit Hugh Jackman und Bethenny Frankel. In die Ehe brachte er seinen Sohn Devyn Maggio, der 2010 einmalig als einer der Hauptdarsteller im Film You Have the Right to Remain Violent zu sehen war.
Ab Mitte der 2000er Jahre war Oda regelmäßig in kleineren und größeren Serien- und Filmproduktionen zu sehen. 2007 hatte sie eine kleine Nebenrolle im Spielfilm Spider-Man 3. 2008 wirkte sie im Computerspiel Latent Lava mit. Eine wiederkehrende Rolle übernahm sie 2012 in der Fernsehserie All About Lizzie. Im selben Jahr war sie in der Miniserie Blackout – Die totale Finsternis zu sehen. 2013 spielte sie die weibliche Hauptrolle der Jen Hagen im Kurzfilm Dry Dock, der unter anderen am 21. September 2013 auf dem Palm Springs Gay and Lesbian Film Festival, am 17. Oktober 2013 auf dem Atlanta Shortsfest, am 16. Januar 2014 auf dem Los Angeles Cinema Festival of Hollywood, am 13. Februar 2014 auf dem Hollywood Reel Independent Film Festival sowie am 3. November 2014 auf dem Los Angeles Film and Script Festival gezeigt wurde. Im selben Film war außerdem ihr Ehemann in einer tragenden Rolle zu sehen. Ab 2014 spielte sie die weibliche Hauptrolle der Agent Jackson in der Fernsehserie Unnecessary Force. 2015 erhielt sie Episodenrollen in den Fernsehserien It’s Always Sunny in Philadelphia und Parks and Recreation.
Am 25. Februar 2015 wurde Oda von ihrem Mann in Beverly Hills erschossen. Dieser nahm sich am selben Tag durch einen Gewehrschuss ebenfalls das Leben. Die Leichen wurden vom Sohn Devyn Maggio gefunden. Das Ehepaar lebte vor der Tat seit wenigen Monaten getrennt, traf sich allerdings in unregelmäßigen Abständen.

## Filmografie (Auswahl)
- 2004: Dead End Massacre
- 2007: My Soul Reflection (Kurzfilm)
- 2007: Spider-Man 3
- 2007: Back Stab
- 2010: Dreamt
- 2010: The Hirosaki Players (Kurzfilm)
- 2011: Got Home Alive (Fernsehdokuserie, Episode 1x02)
- 2012: Super Sunday (Fernsehserie, Episode 1x02)
- 2012: Mac & Devin Go to High School
- 2012: All About Lizzie (Fernsehserie, 2 Episoden)
- 2012: True Skin (Kurzfilm)
- 2012: Blackout – Die totale Finsternis (Blackout, Miniserie)
- 2013: Jodi Arias: Dirty Little Secret (Fernsehfilm)
- 2013: Dry Dock (Kurzfilm)
- 2014–2018: Unnecessary Force (Fernsehserie, 10 Episoden)
- 2015: Real Husbands of Hollywood (Fernsehserie, Episode 3x09)
- 2015: It’s Always Sunny in Philadelphia (Fernsehserie, Episode 10x02)
- 2015: Parks and Recreation (Fernsehserie, Episode 7x06)
- 2015: Fire City: End of Days
- 2016: 8989 Redstone

## Theater (Auswahl)
- Abandon, Regie: Matthew Maguire, La Mama
- Auto da fe, Regie: Josh Fox, International WOW Co.
- Pokémon Party of the Decade, Hulk Hogan, Capcom
- The Trojan Women, Regie: Rachel Dickstein, HERE Arts
- Love, Life & Redemption, Regie: Settor Attiope, Regional Tour
- Moliere's Imaginary Invalid, Regie: Matthew Maguire, Fordham Uni
- Top Girls, Regie: Erica Schmidt, Fordham Uni
- Einer flog über das Kuckucksnest (One flew over the Cuckoos Nest), International Thespian Society
- Piece of my Heart, Regie: Milton Hershey und Janice Stewart
- Much ado about nothing, Regie: Milton Hershey und Janice Stewart